# Бэйли, Джордж
Джордж Уильям Бэйли (англ. George W. Bailey; род. 27 августа 1944, Порт-Артур, Техас) — американский актёр.

## Биография
Джордж Бэйли родился 27 августа 1944 года в Техасе. Его отцом был Джеймс Рорк Бэйли (1913-1998), мать Джесси Рут Варнер (1921–1951).
Ветеран американского кино, Джордж Бэйли запомнился исполнением как драматических, так и комедийных ролей. Наиболее известен по ролям капитана Тадеуша Харриса в «Полицейской академии» (1984—1994) и сержанта Риццо в сериале «МЭШ» (1979—1983).
В Техасе Джорджу Бейли установили мемориальную доску. Она находится в Западном Зале славы. Доску с именем актёра расположили в ногах статуи, посвященной Бадди Холли — легенде рок-н-ролла.

## Личная жизнь
После службы в течение 15 лет послом «Фонда Детей Света» (англ. The Sunshine Kids) Джордж стал руководителем фонда в январе 2001 года. Фонд обеспечивает ежегодно лечением сотни детей и подростков, больных раком. Он добровольно вызвался служить фонду более пятнадцати лет назад, когда его крестнице Брэнди Элдридж был поставлен диагноз лейкемия.

## Избранная фильмография
- 1979 — Сила одиночки / A Force of One — Эрвин
- 1980 — Чёртова служба в госпитале МЭШ / M*A*S*H — сержант Лютер Риццо (14 серий)
- 1981 — Убийство в Техасе / Murder in Texas — Ричард 'Racehorse' Хейнз
- 1984 — Полицейская академия / Police Academy — лейтенант Харрис
- 1984 — Бунт роботов / Runaway — шеф полиции
- 1985 — Ковбойская рапсодия / Rustlers' Rhapsody — Питер
- 1985 — Предостережение / Warning Sign — Том Шмидт
- 1986 — Короткое замыкание / Short Circuit — капитан Скродер
- 1987 — Манекен / Mannequin — капитан Джеймс Максвелл
- 1987 — Воровка / Burglar — Рей Киршмен
- 1987 — Полицейская академия 4: Граждане в дозоре / Police Academy 4: Citizens on Patrol — капитан Харрис
- 1988 — Полицейская академия 5: Место назначения — Майами-Бич / Police Academy 5: Assignment Miami Beach — капитан Харрис
- 1989 — Полицейская академия 6: Город в осаде / Police Academy 6: City Under Siege — капитан Харрис
- 1990 — Вопросы и ответы / Q & A — бармен (нет в титрах)
- 1994 — Полицейская академия 7: Миссия в Москве / Police Academy: Mission To Moscow — капитан Харрис
- 2000 — Апостол Павел: Чудо на пути в Дамаск / San Paolo — Варнава
- 2005 — Ищейка / Луи Провенза (1-7 сезоны)
- 2012 — Особо тяжкие преступления (телесериал) / Луи Провенза (1-6 сезоны)